# Tres Objetos de Arte Sacro pertenecientes a la orden de Santa Clara
Los Tres Objetos de Arte Sacro pertenecientes a la orden de Santa Clara consisten en un Cristo Crucificado en madera tallada policromada, un Sagrario y un Altar, ambos en talla de mármol italiano, ubicados en el Monasterio de Santa María de Los Ángeles, comuna de Los Ángeles, provincia y Región del Biobío. En el 2018, estos objetos fueron declarados Monumento Nacional de Chile en la categoría de Monumento Histórico.

## Historia

### Fundación de la Orden de Santa Clara en Chile
La historia de la Orden de Santa Clara en Chile comienza en la ciudad de Osorno, a fines de la década de 1560, cuando tres mujeres españolas deciden recogerse con el propósito de consagrar su vida a Dios y, además, proporcionar instrucción religiosa y literaria a las niñas españolas e indígenas de la ciudad. Es así como, siguiendo la Regla de San Francisco de Asís, estas mujeres fundaron un beaterio, sin guardar clausura ni profesar votos formales de religión.
Con posterioridad al alzamiento mapuche y huilliche acontecido entre los años 1598 y 1604, y luego de la destrucción de la ciudad de Osorno, la comunidad de religiosas se trasladó a Chiloé, último enclave hispano, instalándose en Castro, donde estuvieron un año, trasladándose luego a que la Isla de Quiriquina situada frente a la ciudad de Concepción. El periplo hacia la ciudad de Santiago continuó en un navío que desembarcó en el puerto de Valparaíso, probablemente a principios del año 1604. Solo 13 religiosas de Osorno llegaron al convento de San Francisco del Monte ubicado a cinco leguas de la capital. El Cabildo de Santiago inició gestiones para conseguir los bienes materiales necesarios para la subsistencia de las monjas.
Mediante Cédula Real del 1 de febrero de 1607, el Rey de España, Felipe III de Habsburgo, concedió 8000 pesos de una vez y 400 pesos anuales por un periodo de 6 años, para la construcción de un convento que acogiera a las religiosas venidas desde Osorno. Con estos recursos y otras limosnas y donaciones, se compraron los solares de La Cañada de San Francisco que permitieron la construcción, a partir de 1608, de dormitorios, celdas, oficinas e iglesia que acogieron a las Monjas Clarisas de Antigua Fundación.

### Establecimiento y traslados: Recoleta, Puente Alto, Los Ángeles.
Las Monjas de Santa Clara de Antigua Fundación ocuparon el espacio de La Cañada o acera norte de La Alameda, entre los años 1609 y el centenario de la República, cuando debieron abandonar su monasterio para trasladarse a la actual comuna de Recoleta. En 1913 el Estado compró los terrenos a la comunidad de religiosas por un total de 4.050.075 pesos, para emplazar ahí el nuevo edificio de la Biblioteca Nacional de Chile. Para ese año, las Clarisas de La Cañada o Antigua Fundación ya habían comenzado a edificar su nuevo convento en la calle Lillo.
En 1972, las Monjas Clarisas de Antigua Fundación se trasladaron hacia la comuna de Puente Alto, lugar donde ocuparon las instalaciones de un monasterio Benedictino, conformando el Monasterio de Clarisas de Puente Alto. Por Decreto Vaticano del 1 de febrero de 2017 y debido a la inminente venta del terreno donde se emplazaba la comunidad religiosa por parte del Arzobispado de Santiago, se estableció la supresión del Monasterio de Clarisas de Puente Alto. El último traslado de esta comunidad acaba de suceder en octubre de 2017 a la ciudad de Los Ángeles, al Monasterio de Santa María de Los Ángeles de la Orden de Santa Clara.

## Sobre los objetos

### Arte Sacro en Chile
Siguiendo los criterios de registro y documentación de bienes culturales, es posible clasificar los tres objetos como imaginería religiosa y, específicamente, como arte sacro en tanto categoría de análisis que incluye a los objetos para el culto, sin importar si han sido bendecidos o dedicados, el mobiliario de culto, vestimentas, muebles, vasos sagrados, instrumentos y utensilios.
Según los especialistas consultados, muchos de los objetos de arte sacro conservados en la actualidad vinieron desde Europa o fueron hechos en talleres americanos y luego importados a Chile. Algunos objetos fueron hechos en talleres en Chile, de acuerdo con enseñanzas recibidas por artistas extranjeros avecindados en el país.
Para la historiadora Isabel Cruz Ovalle, las obras de imaginería religiosa conservadas en Santiago de Chile del período comprendido entre los años 1550 y 1650 poseen ciertas referencias documentales que permiten datarlas y ordenarlas cronológicamente. Por ser escasas y de estilo poco homogéneo, resulta difícil analizarlas según el desarrollo de los estilos europeos. La escultura que hoy queda de esa temprana centuria es un puñado de piezas sueltas a las que resulta arduo encajar una secuencia estilística estricta.

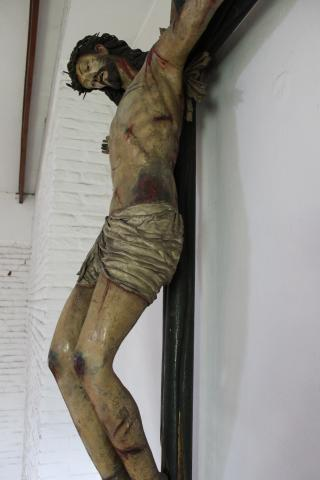
Cristo Crucificado de la orden de Santa Clara, en el Monasterio de Santa María en Los Ángeles

### Tres Objetos de Arte Sacro pertenecientes a la orden de Santa Clara
A este contexto de producción artística pertenece el Cristo Crucificado de propiedad de las Monjas Clarisas, de autor anónimo, cuya materialidad y técnica es madera tallada y policromada. Mide más de dos metros de alto. Es una pieza notable realizada en el Virreinato del Perú, probablemente en Lima o Cuzco, hacia 1660, en el contexto de las primeras tallas virreinales de imaginería religiosa. La imagen representa a un Cristo muerto que pende de los brazos y cuya cabeza cae inerte sobre su hombro derecho. Se advierte una ligera idealización clasicista en su anatomía atlética -cabeza pequeña, tórax y extremidades largas y musculosas y actitud serena, sin dolor y con pocas magulladuras. Destacan uñas naturales en sus manos.
Sobre él existe entre las religiosas la leyenda, sin referentes documentales, de que es el Cristo que trajeron las primeras Clarisas desde Osorno cuando huyeron a causa del alzamiento indígena de 1598. Para los especialistas es difícil pensar en el traslado de una pieza de ese tamaño y peso, considerando las dificultades que las monjas tuvieron que pasar en el complejo periplo que las asentó en la capital del reino.
La segunda pieza corresponde a un Sagrario, de autoría anónima, cuya materialidad y técnica es tallada en mármol italiano y bronce. Sus dimensiones son 74 x 54 cm., pero el conjunto, con pilares de soporte incluidos, alcanza 1,67 cm.
Finalmente el Altar, también de autoría anónima, de mármol tallado de procedencia italiana. Sus dimensiones son 2,27 x 1,20 x 63 cm. La pieza posee una estructura simple cuyo bajo relieve representa la muerte de San José.
Las religiosas afirman que tanto el Sagrario como el Altar habrían sido adquiridos por las Monjas Clarisas de Antigua Fundación entre los años 1860 y 1900. No existe certeza ni registro documental que permita establecer si dichos objetos llegaron a la comunidad durante los últimos años de funcionamiento del monasterio de La Alameda o, como sostienen las Clarisas en la actualidad, en las primeras décadas de funcionamiento del monasterio ubicado en la calle Lillo, comuna de Recoleta.
Ambas piezas se enmarcan en la producción de la escultura sacra italiana de la segunda mitad del siglo XIX, manifestación artística que se expandió con diversos exponentes por toda la península, y se convirtió en un modelo solicitado tanto por el clero como por la alta sociedad chilena. Conviene señalar que las piezas de talla en mármol italiano analizadas como un conjunto no han sido estudiadas.